# Wilhelm Beisner
Wilhelm Beisner, född 18 augusti 1911 i Krückeberg, var en tysk SS-officer. Under efterkrigstiden var han vapenhandlare och spion för Bundesnachrichtendienst.

## Biografi
Beisner inträdde 1930 i Sturmabteilung (SA) och Nationalsocialistiska tyska arbetarepartiet (NSDAP). Två år senare gick han över från SA till Schutzstaffel (SS). År 1936 promoverades Beisner till Dr. rer. pol., det vill säga doktor i statsvetenskap.

### Andra världskriget
Den 1 september 1939 anföll Tyskland sin östra granne Polen och andra världskriget bröt ut. Efter överfallet på Polen var Beisner medlem i Waffen-SS och ingick i Volksdeutscher Selbstschutz. I augusti 1940 knöts han till Byrå VI (SD-Ausland) inom Reichssicherheitshauptamt (RSHA), Tredje rikets säkerhets- och underrättelseministerium. Han fick i uppgift att inför Balkanfälttåget upprätta tyska underrättelsestrukturer på Balkan. Den 6 april 1941 angrep Tyskland Jugoslavien och Grekland och när tyskarna tågade in i Zagreb, bildades Einsatzkommando Agram med Beisner som chef.
År 1942 ingick Beisner som expert på Mellanöstern i ett Einsatzkommando under befäl av Walter Rauff. Kommandot kommenderades till Tunisien i november 1942. Beisner samordnade bland andra arabiska fallskärmsjägare som bakom frontlinjerna saboterade de allierades ställningar. Beisner hade som mellanösternexpert knutit många nya kontakter, bland annat med stormuftin av Jerusalem, Haj Amin al-Husseini. Han etablerade även ett samarbete med partiet Néo-Destour, som hade grundats av tunisiska nationalister. Därutöver skall han ha utbildat medlemmar i Deutsch-Arabischen Legion. Kort före tyska Afrikakårens kapitulation och upplösning i maj 1943 flögs Beisner ut ur Nordafrika till Italien, varifrån han ämnade styra sitt tunisiska nätverk. Från 1944 tillhörde han staben hos befälhavaren för Sicherheitspolizei (Sipo) och Sicherheitsdienst (SD) i Trieste, Wilhelm Günther.

### Efter andra världskriget
Vid krigsslutet 1945 flydde Beisner till Italien via Innsbruck, men greps och internerades i ett läger i Rom. Han rymde ur lägret och slog sig ned i Kairo under italienskt namn. Han blev prins Abbas Halims (1897–1978) privatsekreterare och tränade egyptiska underrättelsemän och algeriska invandrare. Beisner höll kontakt med Walter Rauff som hade flytt till Syrien. År 1948 gav sig Beisner in i vapenhandeln och kom att samarbeta med den före detta SS-officeren Alois Brunner, som hade grundat Orient Trading Company (Otraco), ett bolag som antas ha varit en täckmantel för vapenaffärer. Nazisterna i Syrien införskaffade vapen från östblocket och sålde dessa vidare till befrielseorganisationer, däribland algeriska FLN. Beisner blev kontaktman mellan Otraco och FLN.
På initiativ av förre SS-officeren Rudolf Oebsger-Röder anställdes Beisner av Bundesnachrichtendienst (BND) i oktober 1957. Över Beisner, som gick under kodnamnet "Bertram", upprättade CIA en dossier. I denna framgår det att det 1957 uppstod konflikter mellan olika vapenhandlare och att Beisner anklagades för att ha lurat sina kolleger på provisionen. Med tiden gjorde sig Beisner impopulär i Kairo och planerade att flytta till Tunis, men bosatte sig tillfälligt i München. Den 16 oktober 1960 utsattes Beisner och hans hustru Alice, som hade fungerat som kurir åt maken, för ett sprängattentat i stadsdelen Schwabing. En bilbomb detonerade när Beisner vred om tändningsnyckeln. Han skadades allvarligt och tvingades amputera ett ben, medan hustrun drabbades av chock. Gärningsmännen kunde aldrig gripas, men det spekulerades om att La Main Rouge, en fransk terroristorganisation som bekämpade FLN, låg bakom dådet. Misstankar riktades även mot den israeliska underrättelsetjänsten Mossad.
Med BND:s goda minne levde Beisner från 1961 i Tunis till en bit in på 1980-talet. Beisner förmedlade kontakten mellan BND och den algeriska underrättelsetjänsten. Hans vidare öden och hans dödsår är okända.